# 2008 في باكستان
فيما يلي قوائم الأحداث التي وقعت خلال عام 2008 في باكستان.

## أحداث
- 18 فبراير – الانتخابات التشريعية الباكستانية لعام 2008

## سياسة

### تعيين في المنصب
- 18 أغسطس – محمد ميان سومورو رئيس باكستان.
- 9 سبتمبر – آصف علي زرداري رئيس باكستان.
- 1 أكتوبر – أحمد شجاع باشا Director-General of Inter-Services Intelligence [الإنجليزية]‏.

### انتهاء فترة المنصب
- 18 أغسطس – برويز مشرف رئيس باكستان.
- 9 سبتمبر – محمد ميان سومورو رئيس باكستان.

## كتب
من الكتب التي صدرت هذه السنة في باكستان:
- 20 مايو – قضية المانجو المنفجر من تأليف محمد حنيف (كاتب).

## وفيات

### يوليو
- 10 يوليو – أيوب أمية (مواليد 1930)